# Jan Jansen (schoenontwerper)
Johan Boudewijn Marie (Jan) Jansen (Nijmegen, 6 mei 1941) is een van de bekendste Nederlandse schoenontwerpers.

## Carrière
Jan Jansen was de zoon van een verkoopleider van de kinderschoenenfabriek Nimco en wilde van jongs af aan schoenontwerper worden. Tijdens zijn militaire dienst werkte hij op zaterdagen in een schoenenzaak in Nijmegen. Daar sneed hij toen schoenen open om te zien hoe ze technisch in elkaar zaten. Daarna ging hij stage lopen bij een schoenenfabriek in Brabant, leerde tekenen op de avondopleiding van de kunstacademie in Eindhoven en ging naar de schoenmakersvakschool in Waalwijk. Voor zijn (aanstaande) vrouw en muze Tonny maakt Jansen in 1959 zijn eerste schoen en in 1961 ontwerpt hij de 'Me' voor zichzelf. In 1962 ging hij een half jaar naar een schoenatelier in Rome om te leren hoe schoenen met de hand gemaakt moesten worden.

### Eigen label
Na terugkomst in Nederland opende hij in 1963 onder de naam 'Jeannot' een eigen atelier in Amsterdam, met klanten als Conny Stuart en Adèle Bloemendaal. Om dit handwerk mogelijk te maken werkte hij daarnaast als anoniem ontwerper voor o.a. Dior en Charles Jourdan. In 1968 stopte hij met zijn atelier en opende zijn eerste winkel, 'JaJa'. Daarvoor ontwerpt hij prototypes en de leesten, de schoenen worden daarna in een fabriek gemaakt. Sinds 1984 heet zijn winkel en label voluit 'Jan Jansen'. Vanaf 1995 voert hij een tweede, goedkopere lijn, Jan Jansen Sense, die bij zaken in binnen- en buitenland gekocht kan worden.
Jansen ontwerpt voor vrouwen en mannen, maar damesschoenen hebben zijn voorkeur omdat daar meer variatie in mogelijk is. Hij brengt modellen in beperkte oplage onder zijn eigen label uit, maar werkt ook voor schoenfabrikanten en b.v. een sportmerk als Quick.

### Winkels

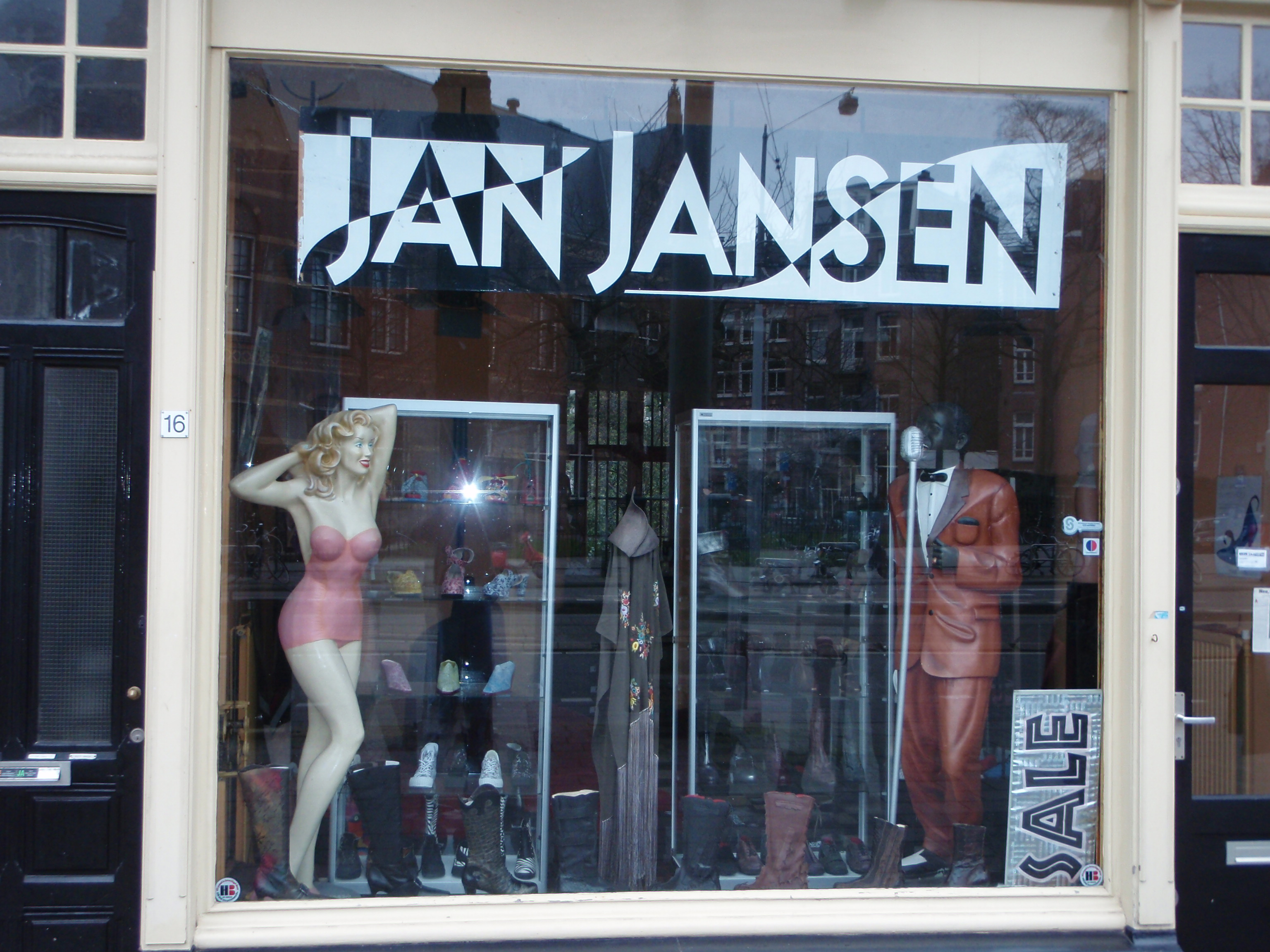
Jan Jansen, winkel in Amsterdam

Jan Jansen beschikte over vier eigen winkels, gevestigd in Maastricht, Amsterdam, Nijmegen en Heusden. Een groep investeerders opende in 2010 winkels in Den Haag en Apeldoorn onder de naam Jan Jansen Shoes bv. In april 2012 is dit bedrijf failliet verklaard, maar een doorstart bleek mogelijk.

### Kopiëren
Ongeoorloofd kopiëren door fabrikanten is een probleem, maar het juridisch aanvechten ervan is meestal te kostbaar. In 2005 klaagde Jansen echter wel het modehuis Armani aan. Door een gerechtelijke uitspraak moest de verkoop van de kopie in Nederland gestaakt worden.

## Stijl
De ontwerpen van Jansen worden vaak veelzijdig en vernieuwend genoemd. Hij beheerst ambachtelijke technieken en is creatief met kleur en materialen. Ook vallen vaak de woorden extravagant, origineel en geestig. Zelf zegt Jansen zich niet bezig te houden met trends en marktwerking en maakt hij vooral wat hij zelf mooi vindt.

## Prijzen
- 1979 EMS-cultuurprijs
- 1985 Kho liang Ie eerste prijs
- 1989 Emmy van Leersum-modeprijs
- 1995 Grand Seigneur-modeprijs
- 2002 Oeuvreprijs Ariston-nord-westring
- 2002 Oeuvreprijs Fonds BKVB
- 2006 Max Heymans-ring
- 2009 Zilveren Waalbrugspeld van de gemeente Nijmegen[9]
- 2011 Karel de Grote Oeuvreprijs van de gemeente Nijmegen[10]
- 2013 Dutch Designer of the Year

## Tentoonstellingen
- 1974 Utrecht, Centraal Museum: De schoenen van Jan Jansen, overzichtstentoonstelling[11]
- 2002 Den Haag, Gemeentemuseum: Jan Jansen Meester-schoenontwerper, overzichtstentoonstelling
- 2003 Amsterdam, Stedelijk Museum: Revolution in the Air - De Sixties en het Stedelijk, presentatie van eigen bezit (fotografie, design, grafische vormgeving, mode, beeldende kunst), waaronder ontwerpen van Jansen
- 2005 Amsterdam, Beurs van Berlage: The Foreign Affairs of Dutch Design, reizende tentoonstelling van Nederlandse ontwerpers, waaronder Jansen
- 2009 Nijmegen, Museum Het Valkhof: Jan Jansen en Swip Stolk - twee meesterontwerpers, schoenen en meubelontwerpen van Jansen.
- 2021 Amstelveen, Museum Jan: Op de leest van Jan Jansen - 60 jaar schoenen & Dutch Design

## Documentaire
- Kooring, Kitty (2008). Jan Jansen : een leven vol schoenen : een documentaire over één van Nederlands grootste ontwerpers / eindredactie Marijke Huijbregts, productie José Schraauwers. Atlantic Celtic Films, 2011. 49 min. Geproduceerd voor de AVRO, serie Close-up, eerste uitzending in 2008, opgenomen in 2006.[12]